# Elecciones provinciales de Jujuy de 1934
Las elecciones generales de la provincia de Jujuy de 1934 tuvieron lugar el lunes 5 de marzo del mencionado año, un día después de las elecciones legislativas simultáneas con el objetivo de elegir al gobernador para el período 1934-1937, así como a 18 convencionales para reformar la constitución provincial. Fueron las novenas elecciones provinciales jujeñas desde la instauración del sufragio secreto en la Argentina, pero se realizaron en el marco de la llamada Década Infame, período durante el cual la coalición gobernante, conocida como Concordancia, se imponía en las elecciones mediante el fraude electoral.
En Jujuy la Unión Cívica Radical, principal partido de la oposición y gobernante antes del golpe de Estado que instauró el régimen conservador, boicoteó las elecciones denunciando la evidente falta de garantías. El gobernante Partido Popular presentó la candidatura a gobernador de Arturo Pérez Alisedo, debiendo competir únicamente contra el minoritario Partido Socialista y una lista antipersonalista independiente encabezada por el único diputado opositor, Rodolfo Aparicio, en el departamento Rinconada. En ese contexto, obtuvo un triunfo casi unánime, asumiendo como gobernador el 26 de abril del mismo año. No pudo, sin embargo, completar su mandato constitucional debido a que renunció en enero de 1936.

## Reglas electorales

### Cargos a elegir
Las elecciones se realizaron bajo la constitución provincial de 1855, siendo los últimos comicios bajo la misma. Dicha carta magna establecía los siguientes cargos a elegir:
- Gobernador elegido por todos los ciudadanos varones de la provincia a simple mayoría de sufragios para un mandato de tres años, sin posibilidad de reelección inmediata.
- 14 de 21 diputados provinciales elegidos mediante escrutinio mayoritario uninominal en nueve de los catorce departamentos de manera escalonada.[5]

### Renovación legislativa
| Departamento       | Diputados | A renovar |
| ------------------ | --------- | --------- |
| Capital            | 3         | —         |
| Cochinoca          | 1         | —         |
| El Carmen          | 2         | —         |
| Gobernador Ovejero | 1         | —         |
| Gobernador Tello   | 1         | 1         |
| Humahuaca          | 1         | 1         |
| Ledesma            | 3         | 3         |
| Rinconada          | 1         | 1         |
| San Antonio        | 1         | 1         |
| San Pedro          | 3         | 1         |
| Santa Catalina     | 1         | 1         |
| Tilcara            | 1         | 1         |
| Tumbaya            | 1         | 1         |
| Yavi               | 1         | 1         |
| Total              | 21        | 12        |

## Jornada electoral
La jornada electoral fue considerada «normal y tranquila» por los medios de comunicación, considerando que el proceso despertó escaso interés de la población debido a la falta de competencia. En el departamento Rinconada se produjo un incidente de importancia cuando el diputado provincial por el radicalismo antipersonalista Ricardo Aparicio, que buscaba la reelección, mantuvo un altercado con el candidato del Partido Popular, Julio Argentino Colque, que resultó en un tiroteo entre ambos. Si bien ambos sobrevivieron, una de las balas hirió al presidente de mesa Víctor Colque, el cual no había intervenido en la discusión. Mientras que la participación en las elecciones nacionales, tan solo el día anterior, había rondado el 75%, en los comicios provinciales hubo una caída en la participación de hasta diez puntos.

## Resultados

### Gobernador
|  | 93.37 % |

|  | 5.75 % |

|  | 0.88 % |

|  | 88.27 % |

|  | 11.73 % |

|  | 100.00 % |

|  | 65.93 % |

### Legislatura Provincial

#### Nivel general
| Partido | Partido                                       | Bancas    | Bancas      | Bancas  | Bancas      |
| Partido | Partido                                       | Obtenidas | +/-         | Totales | +/-         |
| ------- | --------------------------------------------- | --------- | ----------- | ------- | ----------- |
|         | Partido Popular (PP)                          | 11/12     | 2           | 20/21   | Sin cambios |
|         | Unión Cívica Radical Antipersonalista (UCR-A) | 1/12      | Sin cambios | 1/21    | Sin cambios |
| Total   | Total                                         | 12        | 2           | 21      | 3           |

#### Diputados electos por departamento
| Departamento     | Partido | Partido                                       | Bancas | Electos                                                   |
| ---------------- | ------- | --------------------------------------------- | ------ | --------------------------------------------------------- |
| Gobernador Tello |         | Partido Popular (PP)                          | 1/1    | Antonio Vargas Orellana                                   |
| Humahuaca        |         | Partido Popular (PP)                          | 1/1    | Emilio A. Navea                                           |
| Ledesma          |         | Partido Popular (PP)                          | 3/3    | - Luis María Oliver - Alberto G. Caracciolo - Ramón Outon |
| Rinconada        |         | Unión Cívica Radical Antipersonalista (UCR-A) | 1/1    | Rodolfo Aparicio                                          |
| San Antonio      |         | Partido Popular (PP)                          | 1/1    | Raúl Pérez Alisedo                                        |
| San Pedro        |         | Partido Popular (PP)                          | 1/1    | Carlos Undiano                                            |
| Santa Catalina   |         | Partido Popular (PP)                          | 1/1    | Roberto Bidondo                                           |
| Tilcara          |         | Partido Popular (PP)                          | 1/1    | Edison H. Wiaggio                                         |
| Tumbaya          |         | Partido Popular (PP)                          | 1/1    | Plinio Zabala                                             |
| Yavi             |         | Partido Popular (PP)                          | 1/1    | Mamerto Zalazar                                           |